# Gencsapáti, Vas
Gencsapáti este un sat în districtul Szombathely, județul Vas, Ungaria, având o populație de 2.688 de locuitori (2011). 

## Demografie
Componența etnică a satului Gencsapáti
     Maghiari (96,98%)
     Germani (2,16%)
     Necunoscut (0,3%)
     Croați (0,56%)
     Alții (0,3%)
Componența confesională a satului Gencsapáti
     Romano-catolici (59%)
     Fără religie (7,81%)
     Reformați (1,41%)
     Luterani (1,41%)
     Atei (1,04%)
     Necunoscută (29,09%)
     Greco-catolici (0,22%)
     Alte religii (1,15%)
Conform recensământului din 2011, satul Gencsapáti avea 2.688 de locuitori. Din punct de vedere etnic, majoritatea locuitorilor (96,98%) erau maghiari, cu o minoritate de germani (2,16%). Apartenența etnică nu este cunoscută în cazul a 0,3% din locuitori. Din punct de vedere confesional, majoritatea locuitorilor (59,0%) erau romano-catolici, existând și minorități de persoane fără religie (7,81%), luterani (1,41%), reformați (1,41%) și atei (1,04%). Pentru 29,09% din locuitori nu este cunoscută apartenența confesională.